# Campeón de Campeones 2005-06
La copa Campeón de campeones 2005-06 fue la XLII edición del Campeón de Campeones, que enfrentó al campeón del Apertura 2005: Toluca y al campeón del Clausura 2006: Pachuca. El trofeo se jugó a doble partido, la ida se jugó en el Estadio Nemesio Díez en Toluca, y la vuelta se jugó en el Estadio Hidalgo. Al final el Toluca se convirtió en campeón por cuarta vez en su historia de este trofeo.

## Sistema de competición
Disputarán la copa Campeón de Campeones 2005-06 los campeones de los torneos Apertura 2005 y Clausura 2006. El Club con mayor número de puntos en la Tabla general de clasificación de la Temporada 2005-2006, (tabla que suma los puntos obtenidos por los Clubes participantes durante ambos Torneos) y tomando en cuenta los criterios de desempate establecidos en el reglamento de competencia, será el que juegue como local el partido de vuelta, eligiendo el horario del mismo y debiéndose jugar obligatoriamente en sábado y sábado.
El Club vencedor del Campeón de Campeones será aquel que en los dos partidos anote el mayor número de goles, criterio conocido como marcador global. Si al término del tiempo reglamentario el partido está empatado, se agregarán dos tiempos extras de 15 minutos cada uno. De persistir el empate en estos periodos, se procederá a lanzar tiros penales, hasta que resulte un vencedor.

## Información de los equipos
| Equipo  | Entrenador      | Estadio      | Ciudad                   | Patrocinador      | Kit      |
| ------- | --------------- | ------------ | ------------------------ | ----------------- | -------- |
| Pachuca | Enrique Meza    | Hidalgo      | Pachuca, Hidalgo         | Cemento Cruz Azul | Puma     |
| Toluca  | Américo Gallego | Nemesio Díez | Toluca, Estado de México | Banamex           | Atletica |

## Partidos

### Pachuca-Toluca
| 23 de julio de 2006 | Toluca            | 1:0 (1:0) | Pachuca | Estadio Nemesio Díez, Toluca, Estado de México |  |
|                     | Bruno Marioni 16' | Reporte   |         |                                                |  |

| 30 de julio de 2006                        | Pachuca | 0:1 (0:0) | Toluca            | Estadio Hidalgo, Pachuca, Hidalgo |                                   |
|                                            |         | Reporte   | Bruno Marioni 48' | Árbitro(s): Roberto García Orozco | Árbitro(s): Roberto García Orozco |
| Toluca Campeón de Campeones 2005-06 (2:0). |         |           |                   |                                   |                                   |

| Campeón de Campeones 2005-06 |
| ---------------------------- |
|                              |
| Toluca                       |
| 4° Título                    |